# Cyathea boliviana
Cyathea boliviana är en ormbunkeart som beskrevs av R. M. Tryon. Cyathea boliviana ingår i släktet Cyathea och familjen Cyatheaceae. Inga underarter finns listade.